# Jean Bottéro
Jean Bottéro (30. srpna 1914 Vallauris – 15. prosince 2007 Gif-sur-Yvette) byl francouzský asyriolog.
Původně byl členem řádu dominikánů, kde se věnovat starozákonní biblistice a exegezi, jimiž byl teprve přiveden k hlubšímu studiu starověké Mezopotámie. Opustil kněžskou dráhu a v letech 1947–1958 působil v Národním středisku vědeckého výzkumu (Centre National de la Recherche Scientifique), kde po podílel na výzkumech města Mari ve východní Sýrii. V letech 1958–1981 byl profesorem na pařížské École pratique des hautes études.
Věnoval se otázce etnických pohybů, k nimž docházelo ve starověku na Předním východě, starověkému mezopotámskému právu a tzv. mudroslovné literatuře. Významný je také jeho příspěvek ke studiu mezopotámské mytologie a náboženství.

## Dílo
- La religion babylonienne, Paříž, PUF, 1952.
- Mythe et rite de Babylone, Paříž, Honoré Champion, 1985.
- Naissance de Dieu. La Bible et l’historien, Paříž, Gallimard, 1986.
- Mésopotamie. L’écriture, la raison et les dieux, Gallimard/NRF, 1987
- Initiation à l’Orient ancien. De Sumer à la Bible, Paříž, Le Seuil, 1992.
- Edition et traduction : L’épopée de Gilgamesh. Le grand homme qui ne voulait pas mourir, Paříž, Gallimard, coll. « L’aube des peuples », 1992 (ISBN 2-07-072583-9).
- Babylone, à l’aube de la notre culture, Paříž, Gallimard, Découvertes Gallimard (n° 230), 1994 (ISBN 2-07-053255-0).
- Babylone et la Bible. Entretiens avec Hélène Monsacré, Paříž, Les Belles Lettres, 1994.
- La plus vieille religion : en Mésopotamie, Gallimard, 1998.
- La plus vieille cuisine du monde, Louis Audibert, 2002 (ISBN 2-84749-000-0).
- Au commencement étaient les dieux, Paříž 2004.

- - publikace ve spolupráci:
- Samuel Noah Kramer: Lorsque les dieux faisaient l’homme. Mythologie mésopotamienne, Paříž, Gallimard, 1989.
- Marie-Joseph Stève : Il était une fois la Mésopotamie, Paříž, Gallimard, Découvertes Gallimard (n° 191), 1993.
- Jean-Pierre Vernant et Clarisse Herrenschmidt : L’Orient ancien et nous. L’écriture, la raison et les dieux, Paříž, Albin Michel, 1996.
- Joseph Moingt et Marc-Alain Ouaknin : La plus belle histoire de Dieu. Qui est le dieu de la Bible ?, Paříž, Le Seuil, 1997.